# Platsbeek
De Platsbeek (Limburgs: Pletsjbaek) is een zijbeek van de Geleenbeek, die het Zuid-Limburgse heuvelland over een lengte van ongeveer 4,3 km doorstroomt van zuid naar noord. De beek is gelegen op de linkeroever van de Geleenbeek en ontspringt op het plateau van Schimmert nabij het dorp Aalbeek. De beek stroomt achtereenvolgens langs de buurtschappen Helle, Terstraten, Tervoorst en Nierhoven en passeert bij Nuth, middels een duiker, de autoweg Geleen-Heerlen (A76). De beek stroomt vervolgens langs het Huis De Dael en via een duiker de spoorweg Sittard-Heerlen en mondt ten slotte uit in de Geleenbeek nabij Kathagen.
De Platsbeek is een kleine, snelstromende beek, die tot Nuth in een fraai beekdal ligt. Aan de rand van Nuth is het gebouw van de voormalige Platsmolen gelegen. Het waterrad, het gangwerk en de maalstoel zijn uit het gebouw gesloopt, waardoor de molen niet meer maalvaardig is.
Het smalle beekdal van Helle tot Kathagen maakt deel uit van een Natura 2000-gebied (Geleenbeekdal).